# Värmekudde

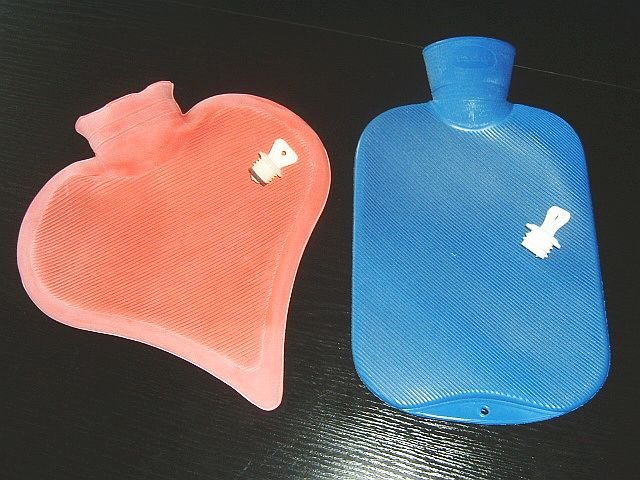
Två olika kuddar av gummi avsedda att fyllas med varmvatten.

En värmekudde, eller värmedyna är en dyna eller kudde som värms upp och sedan används för smärtlindring, avslappning eller bara för att värma olika kroppsdelar. 
Värmekudde är en icke elektrisk värmanordning kan till exempel bestå av uppvärmt vatten eller olika sorters gryn som värms upp när dynan körs i mikrovågsugn. Exempel på gryn kan vara helt vete eller okokt ris. Det finns små värmekuddar eller värmeplåster som värms på kemisk väg genom en exoterm reaktion.

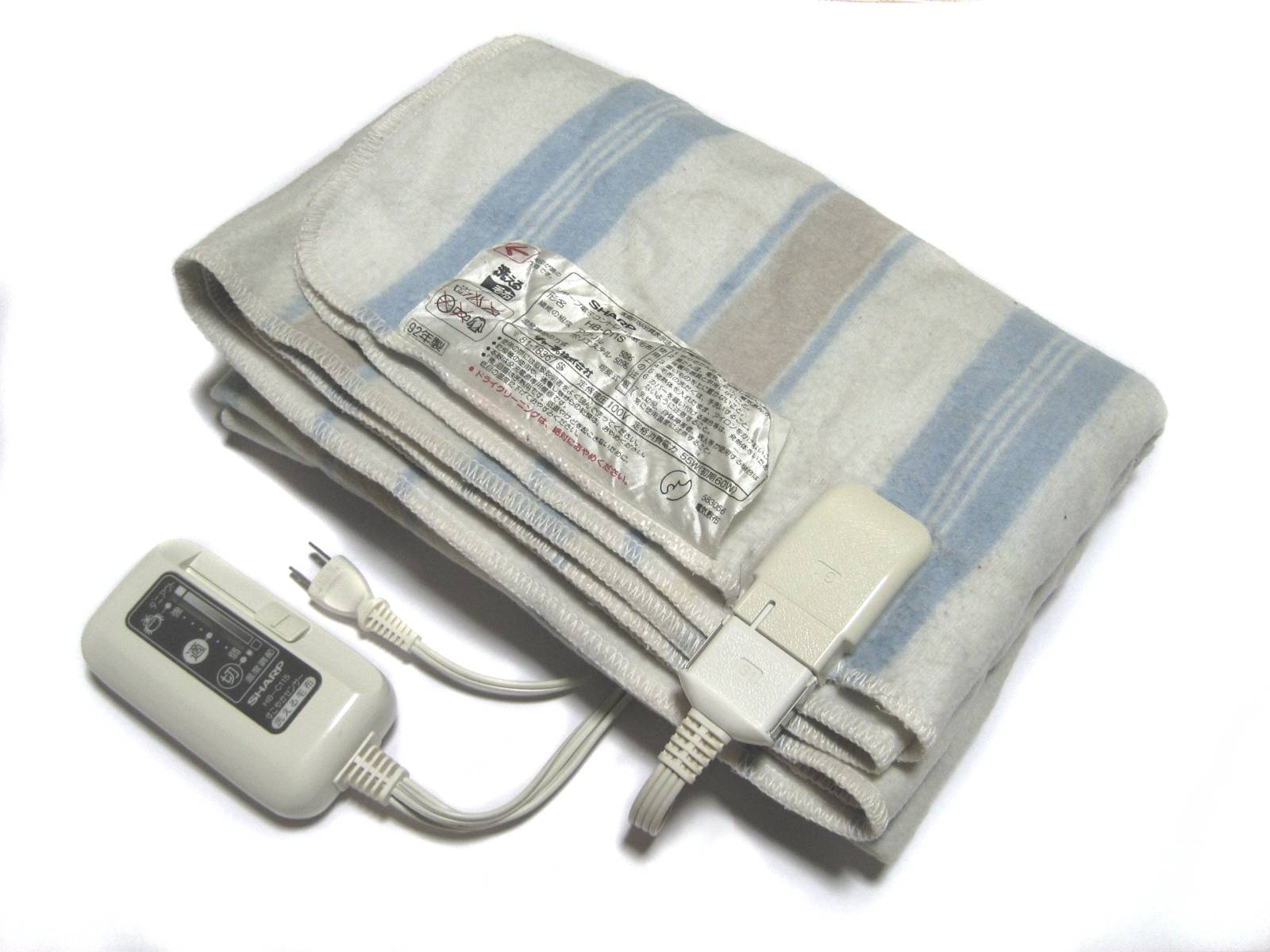
Värmefilt

Värmedynor, värmefiltar och bäddvärmare är ofta elektriska och kan ha en termostat med olika temperaturinställningar. Värmedynor har ofta ett tvättbart tygfodral .

## Användningsområden
- Avslappning för stela muskler, till exempel i nacken.
- Sängvärmning
- Värmekälla för köldkänsliga reptiler (främst elektriska värmedynor).
- Uppvärmning av kalla händer eller fötter.